# Natasha Hastings
Natasha Hastings (Nueva York, Estados Unidos, 23 de junio de 1986) es una atleta estadounidense, especialista en la prueba de 4 × 400 m, con la que ha logrado ser dos veces campeona olímpica en 2008 y 2016, y cinco veces campeona del mundo, entre 2007 y 2017.

## Carrera deportiva
Sus más importantes triunfos son los dos oros olímpicos en 4 × 400 metros, quedando por delante de Jamaica y Reino Unido, en ambas ocasiones. 